# 雷诺·伯耶松
雷诺·伯耶松（瑞典語：Reino Börjesson，1929年2月4日—2023年10月22日），瑞典男子足球运动员，司职中场，1951年完成国家队首秀。他曾代表瑞典国家队参加1958年国际足联世界杯，获得亚军。